# (18903) Matsuura
(18903) Matsuura est un astéroïde de la ceinture principale.

## Description
(18903) Matsuura est un astéroïde de la ceinture principale. Il fut découvert le 10 juillet 2000 à Sapporo par Kazuro Watanabe. Il présente une orbite caractérisée par un demi-grand axe de 2,56 UA, une excentricité de 0,20 et une inclinaison de 9,3° par rapport à l'écliptique.

## Compléments